# Pluguffan
Pluguffan (tiếng Breton: Pluguen) là một xã của tỉnh Finistère, thuộc vùng Bretagne, miền tây bắc Pháp.

## Dân số
Người dân ở Pluguffan được gọi là Pluguffanais.